# 국가 방위 운동
국가 방위 운동(그리스어: Κίνημα της Εθνικής Αμύνης)는 테살로니키에 주둔한 그리스 군대의 베니젤로스파 군 장교들이 1916년 8월에 아테네의 왕당파 정부에 대항하여 일으킨 반란이다. 이 사건으로 그리스 북부에 베니젤로스파 분리 정부('국가 방위 과도 정부')가 들어섰으며, 연합국 편에 서서 제1차 세계 대전에 참전하였다. 국가 방위 운동은 근대 그리스의 국론 분열이 발전되는 분수령이 되었으며, 제2차 세계 대전 이후까지 그리스 사회에 영향을 끼쳤다.